# Число Кармайкла
Число Кармайкла — додатне складене число n, що задовольняє умову {\displaystyle \ b^{n-1}\equiv 1{\pmod {n}}} для всіх цілих b, взаємно простих з n.
Названі на честь американського математика Роберта Кармайкла, що у 1910 році знайшов перше і найменше таке число, 561.

## Загальне уявлення
Мала теорема Ферма стверджує, що будь-яке просте число задовольняє вище вказану властивість. У цьому сенсі числа Кармайкла подібні простим. Тому вони називаються псевдопростими числами.
Еквівалентне визначення чисел Кармайкла дає критерій Корсельта.
Теорема (Корсельт, 1899) : Складене число n є числом Кармайкла тоді і тільки тоді, коли n вільне від квадратів і для всіх простих дільників p числа n вірно p − 1 | n − 1 (позначення а | b означає, що а ділить b).
З цієї теореми випливає, що всі числа Кармайкла непарні, оскільки будь-яке парне складене число, вільне від квадратів, має принаймні одного непарного простого дільника, і тому з p − 1 | n − 1 випливає, що парне ділить непарне, що невірно - суперечність.
Такі числа Кармайкла:
{\displaystyle 1105=5\cdot 13\cdot 17\qquad (4\mid 1104;12\mid 1104;16\mid 1104)}
{\displaystyle 1729=7\cdot 13\cdot 19\qquad (6\mid 1728;12\mid 1728;18\mid 1728)}
{\displaystyle 2465=5\cdot 17\cdot 29\qquad (4\mid 2464;16\mid 2464;28\mid 2464)}
{\displaystyle 2821=7\cdot 13\cdot 31\qquad (6\mid 2820;12\mid 2820;30\mid 2820)}
{\displaystyle 6601=7\cdot 23\cdot 41\qquad (6\mid 6600;22\mid 6600;40\mid 6600)}
{\displaystyle 8911=7\cdot 19\cdot 67\qquad (6\mid 8910;18\mid 8910;66\mid 8910).}
У 1994 році Альфорс, Ґренвіл і Померанс довели, що для достатньо великих чисел n кількість чисел Кармайкла, що не перевищують n є не меншою n2 / 7. Звідси зокрема випливає нескінченність множини цих чисел.

## Властивості
Числа Кармайкла мають щонайменше три прості додатні множники. Нижче подані найменші такі числа з {\displaystyle k=3,4,5,\ldots } простими множниками:
| k |                                                                                                  |
| - | ------------------------------------------------------------------------------------------------ |
| 3 | {\displaystyle 561=3\cdot 11\cdot 17}                                                            |
| 4 | {\displaystyle 41041=7\cdot 11\cdot 13\cdot 41}                                                  |
| 5 | {\displaystyle 825265=5\cdot 7\cdot 17\cdot 19\cdot 73}                                          |
| 6 | {\displaystyle 321197185=5\cdot 19\cdot 23\cdot 29\cdot 37\cdot 137}                             |
| 7 | {\displaystyle 5394826801=7\cdot 13\cdot 17\cdot 23\cdot 31\cdot 67\cdot 73}                     |
| 8 | {\displaystyle 232250619601=7\cdot 11\cdot 13\cdot 17\cdot 31\cdot 37\cdot 73\cdot 163}          |
| 9 | {\displaystyle 9746347772161=7\cdot 11\cdot 13\cdot 17\cdot 19\cdot 31\cdot 37\cdot 41\cdot 641} |

Перші числа Кармайкла з чотирма простими множниками:
| i  |                                                   |
| -- | ------------------------------------------------- |
| 1  | {\displaystyle 41041=7\cdot 11\cdot 13\cdot 41}   |
| 2  | {\displaystyle 62745=3\cdot 5\cdot 47\cdot 89}    |
| 3  | {\displaystyle 63973=7\cdot 13\cdot 19\cdot 37}   |
| 4  | {\displaystyle 75361=11\cdot 13\cdot 17\cdot 31}  |
| 5  | {\displaystyle 101101=7\cdot 11\cdot 13\cdot 101} |
| 6  | {\displaystyle 126217=7\cdot 13\cdot 19\cdot 73}  |
| 7  | {\displaystyle 172081=7\cdot 13\cdot 31\cdot 61}  |
| 8  | {\displaystyle 188461=7\cdot 13\cdot 19\cdot 109} |
| 9  | {\displaystyle 278545=5\cdot 17\cdot 29\cdot 113} |
| 10 | {\displaystyle 340561=13\cdot 17\cdot 23\cdot 67} |

## Розподіл
Нехай {\displaystyle C(X)} позначає кількість чисел Кармайкла, менших за {\displaystyle X}. Ердеш довів у 1956 році, що
{\displaystyle C(X)<X\exp {\frac {-k\log {X}\log {\log {\log {X}}}}{\log {\log {X}}}}}
для деякої константи {\displaystyle k};
У наступній таблиці наведені наближені значення цієї константи:
| n    | k       |
| ---- | ------- |
| 104  | 2.19547 |
| 106  | 1.97946 |
| 108  | 1.90495 |
| 10   | 1.86870 |
| 1012 | 1.86377 |
| 1014 | 1.86293 |
| 1016 | 1.86406 |
| 1018 | 1.86522 |
| 1020 | 1.86598 |

## Цікаві факти
Друге число Кармайкла (1105) може бути подане як сума двох квадратів більшою кількістю способів, ніж будь-яке менше число. Третє число Кармайкла (1729) є числом Рамануджана — Харді (найменше число, що можна записати у вигляді суми двох кубів двома способами).